# Independents 4 Change
Independents 4 Change (I4C, irisch Neamhspleáigh ar son an Athraithe, deutsch: „Unabhängige für den Wandel“) ist eine sozialistische irische Partei. Sie war von 2019 bis 2024 im Europäischen Parlament vertreten und war bis Mai 2020 im irischen Parlament (Dáil Éireann) vertreten.

## Geschichte
Die Partei wurde 2014 unter dem Namen Independents for Equality Movement (Bewegung Unabhängige für Gleichheit) gegründet. Die Gruppe trat 2014 mit vier Kandidaten bei den Kommunalwahlen in Wexford an, ohne jedoch ein Mandat zu erreichen.
2015 änderte die Partei ihren Namen in Independents 4 Change und beteiligte sich an der Gründung des Wahlbündnisses Right2Change zur irischen Parlamentswahl 2016. Weitere Parteien des Wahlbündnisses waren unter anderem Sinn Féin und People Before Profit. Right2Change erreichte 32 der 158 Mandate, darunter vier Abgeordnete der I4C:: Mick Wallace, Clare Daly, Joan Collins und Tommy Broughan. Im Dáil Éireann bildete I4C mit drei unabhängigen Abgeordneten eine Fraktion.
Bei der Europawahl 2019 wurden Clare Daly und Mick Wallace ins Europaparlament gewählt. Sie schlossen sich dort der Konföderalen Fraktion der Vereinten Europäischen Linken/Nordische Grüne Linke an.
Bei den Wahlen zum Dáil Éireann 2020 wurden vier Kandidaten in vier Wahlkreisen aufgestellt und nur Joan Collins wurde in ihrem Wahlkreis wiedergewählt.
Im Mai 2020 hat Joan Collins die Partei verlassen und eine neue politische Partei namens The Right To Change Party (RTOC oder Right To Change) gegründet.

## Wahlergebnisse
| Jahr | Wahl              | Stimmenanteil | Sitze |
| ---- | ----------------- | ------------- | ----- |
| 2016 | Dáil Éireann 2016 | 1,5 %         | 4/158 |
| 2019 | Europawahl 2019   | 7,4 %         | 2/11  |
| 2020 | Dáil Éireann 2020 | 0,4 %         | 1/160 |
| 2024 | Europawahl 2024   | 4,6 %         | 0/14  |
| 2024 | Dáil Éireann 2024 | 0,2 %         | 0/174 |